# Elección para gobernador de Indiana de 2024
Las elecciones para gobernador de Indiana de 2024 se llevaron a cabo el 5 noviembre de dicho año, al mismo tiempo que las elecciones presidenciales de Estados Unidos, las elecciones al Senado de los Estados Unidos y las elecciones a la Cámara de Representantes de los Estados Unidos.
El gobernador republicano en ejercicio, Eric Holcomb, tenía un mandato limitado y no pudo buscar la reelección para un tercer mandato consecutivo en el cargo. Las elecciones primarias se llevaron a cabo el 7 de mayo de 2024, el ganador sería Mike Braun.

## Primaria republicana
| Candidatos                 | Votos   | %     |
| -------------------------- | ------- | ----- |
|                            | Votos   | %     |
| Mike Braun                 | 236,641 | 39,56 |
| Suzanne Crouch             | 130,146 | 21,76 |
| Brad Chambers              | 104,653 | 17,49 |
| Eric Doden                 | 71,135  | 11,89 |
| Jamie Reitenour            | 28,757  | 4,81  |
| Curtis Hill                | 26,837  | 4,49  |
|                            |         |       |
| Total                      | 598,169 | 100   |
|                            |         |       |
| Fuente: The New York Times |         |       |

## Primaria demócrata
| Candidatos         | Votos   | %   |
| ------------------ | ------- | --- |
|                    | Votos   | %   |
| Jennifer McCormick | 180,404 | 100 |
|                    |         |     |
| Total              | 180,404 | 100 |
|                    |         |     |
| Fuente:            |         |     |

## Resultados

### Generales
| Partido | Partido     | Candidato          | Votos | %   |
| ------- | ----------- | ------------------ | ----- | --- |
|         | Republicano | Mike Braun         |       |     |
|         | Demócrata   | Jennifer McCormick |       |     |
|         | Libertario  | Donald Rainwater   |       |     |
|         |             |                    |       |     |
| Total   | Total       | Total              |       | 100 |
|         |             |                    |       |     |
| Fuente: |             |                    |       |     |

### Por condado
|             | Braun Republicano | Braun Republicano | McCormick Demócrata | McCormick Demócrata | Rainwater Libertario | Rainwater Libertario | Total |
| Condado     | Votos             | %                 | Votos               | %                   | Votos                | %                    | Total |
| ----------- | ----------------- | ----------------- | ------------------- | ------------------- | -------------------- | -------------------- | ----- |
| Adams       |                   |                   |                     |                     |                      |                      |       |
| Allen       |                   |                   |                     |                     |                      |                      |       |
| Bartholomew |                   |                   |                     |                     |                      |                      |       |
| Benton      |                   |                   |                     |                     |                      |                      |       |
| Blackford   |                   |                   |                     |                     |                      |                      |       |
| Boone       |                   |                   |                     |                     |                      |                      |       |
| Brown       |                   |                   |                     |                     |                      |                      |       |
| Carroll     |                   |                   |                     |                     |                      |                      |       |
| Cass        |                   |                   |                     |                     |                      |                      |       |
| Clark       |                   |                   |                     |                     |                      |                      |       |
| Clay        |                   |                   |                     |                     |                      |                      |       |
| Clinton     |                   |                   |                     |                     |                      |                      |       |
| Crawford    |                   |                   |                     |                     |                      |                      |       |
| Daviess     |                   |                   |                     |                     |                      |                      |       |
| Dearborn    |                   |                   |                     |                     |                      |                      |       |
| Decatur     |                   |                   |                     |                     |                      |                      |       |
| Dekalb      |                   |                   |                     |                     |                      |                      |       |
| Delaware    |                   |                   |                     |                     |                      |                      |       |
| Dubois      |                   |                   |                     |                     |                      |                      |       |
| Elkhart     |                   |                   |                     |                     |                      |                      |       |
| Fayette     |                   |                   |                     |                     |                      |                      |       |
| Floyd       |                   |                   |                     |                     |                      |                      |       |
| Fountain    |                   |                   |                     |                     |                      |                      |       |
| Franklin    |                   |                   |                     |                     |                      |                      |       |
| Fulton      |                   |                   |                     |                     |                      |                      |       |
| Gibson      |                   |                   |                     |                     |                      |                      |       |
| Grant       |                   |                   |                     |                     |                      |                      |       |
| Greene      |                   |                   |                     |                     |                      |                      |       |
| Hamilton    |                   |                   |                     |                     |                      |                      |       |
| Hancock     |                   |                   |                     |                     |                      |                      |       |
| Harrison    |                   |                   |                     |                     |                      |                      |       |
| Hendricks   |                   |                   |                     |                     |                      |                      |       |
| Henry       |                   |                   |                     |                     |                      |                      |       |
| Howard      |                   |                   |                     |                     |                      |                      |       |
| Huntington  |                   |                   |                     |                     |                      |                      |       |
| Jackson     |                   |                   |                     |                     |                      |                      |       |
| Jasper      |                   |                   |                     |                     |                      |                      |       |
| Jay         |                   |                   |                     |                     |                      |                      |       |
| Jefferson   |                   |                   |                     |                     |                      |                      |       |
| Jennings    |                   |                   |                     |                     |                      |                      |       |
| Johnson     |                   |                   |                     |                     |                      |                      |       |
| Knox        |                   |                   |                     |                     |                      |                      |       |
| Kosciusko   |                   |                   |                     |                     |                      |                      |       |
| Lagrange    |                   |                   |                     |                     |                      |                      |       |
| Lake        |                   |                   |                     |                     |                      |                      |       |
| LaPorte     |                   |                   |                     |                     |                      |                      |       |
| Lawrence    |                   |                   |                     |                     |                      |                      |       |
| Madison     |                   |                   |                     |                     |                      |                      |       |
| Marion      |                   |                   |                     |                     |                      |                      |       |
| Marshall    |                   |                   |                     |                     |                      |                      |       |
| Martin      |                   |                   |                     |                     |                      |                      |       |
| Miami       |                   |                   |                     |                     |                      |                      |       |
| Monroe      |                   |                   |                     |                     |                      |                      |       |
| Montgomery  |                   |                   |                     |                     |                      |                      |       |
| Morgan      |                   |                   |                     |                     |                      |                      |       |
| Newton      |                   |                   |                     |                     |                      |                      |       |
| Noble       |                   |                   |                     |                     |                      |                      |       |
| Ohio        |                   |                   |                     |                     |                      |                      |       |
| Orange      |                   |                   |                     |                     |                      |                      |       |
| Owen        |                   |                   |                     |                     |                      |                      |       |
| Parke       |                   |                   |                     |                     |                      |                      |       |
| Perry       |                   |                   |                     |                     |                      |                      |       |
| Pike        |                   |                   |                     |                     |                      |                      |       |
| Porter      |                   |                   |                     |                     |                      |                      |       |
| Posey       |                   |                   |                     |                     |                      |                      |       |
| Pulaski     |                   |                   |                     |                     |                      |                      |       |
| Putnam      |                   |                   |                     |                     |                      |                      |       |
| Randolph    |                   |                   |                     |                     |                      |                      |       |
| Ripley      |                   |                   |                     |                     |                      |                      |       |
| Rush        |                   |                   |                     |                     |                      |                      |       |
| Scott       |                   |                   |                     |                     |                      |                      |       |
| Shelby      |                   |                   |                     |                     |                      |                      |       |
| Spencer     |                   |                   |                     |                     |                      |                      |       |
| St. Joseph  |                   |                   |                     |                     |                      |                      |       |
| Starke      |                   |                   |                     |                     |                      |                      |       |
| Steuben     |                   |                   |                     |                     |                      |                      |       |
| Sullivan    |                   |                   |                     |                     |                      |                      |       |
| Switzerland |                   |                   |                     |                     |                      |                      |       |
| Tippecanoe  |                   |                   |                     |                     |                      |                      |       |
| Tipton      |                   |                   |                     |                     |                      |                      |       |
| Union       |                   |                   |                     |                     |                      |                      |       |
| Vanderburgh |                   |                   |                     |                     |                      |                      |       |
| Vermillion  |                   |                   |                     |                     |                      |                      |       |
| Vigo        |                   |                   |                     |                     |                      |                      |       |
| Wabash      |                   |                   |                     |                     |                      |                      |       |
| Warren      |                   |                   |                     |                     |                      |                      |       |
| Warrick     |                   |                   |                     |                     |                      |                      |       |
| Washington  |                   |                   |                     |                     |                      |                      |       |
| Wayne       |                   |                   |                     |                     |                      |                      |       |
| Wells       |                   |                   |                     |                     |                      |                      |       |
| White       |                   |                   |                     |                     |                      |                      |       |
| Whitley     |                   |                   |                     |                     |                      |                      |       |